# Jeu de balle (Mésoamérique)
Pour les articles homonymes, voir Jeu de balle.

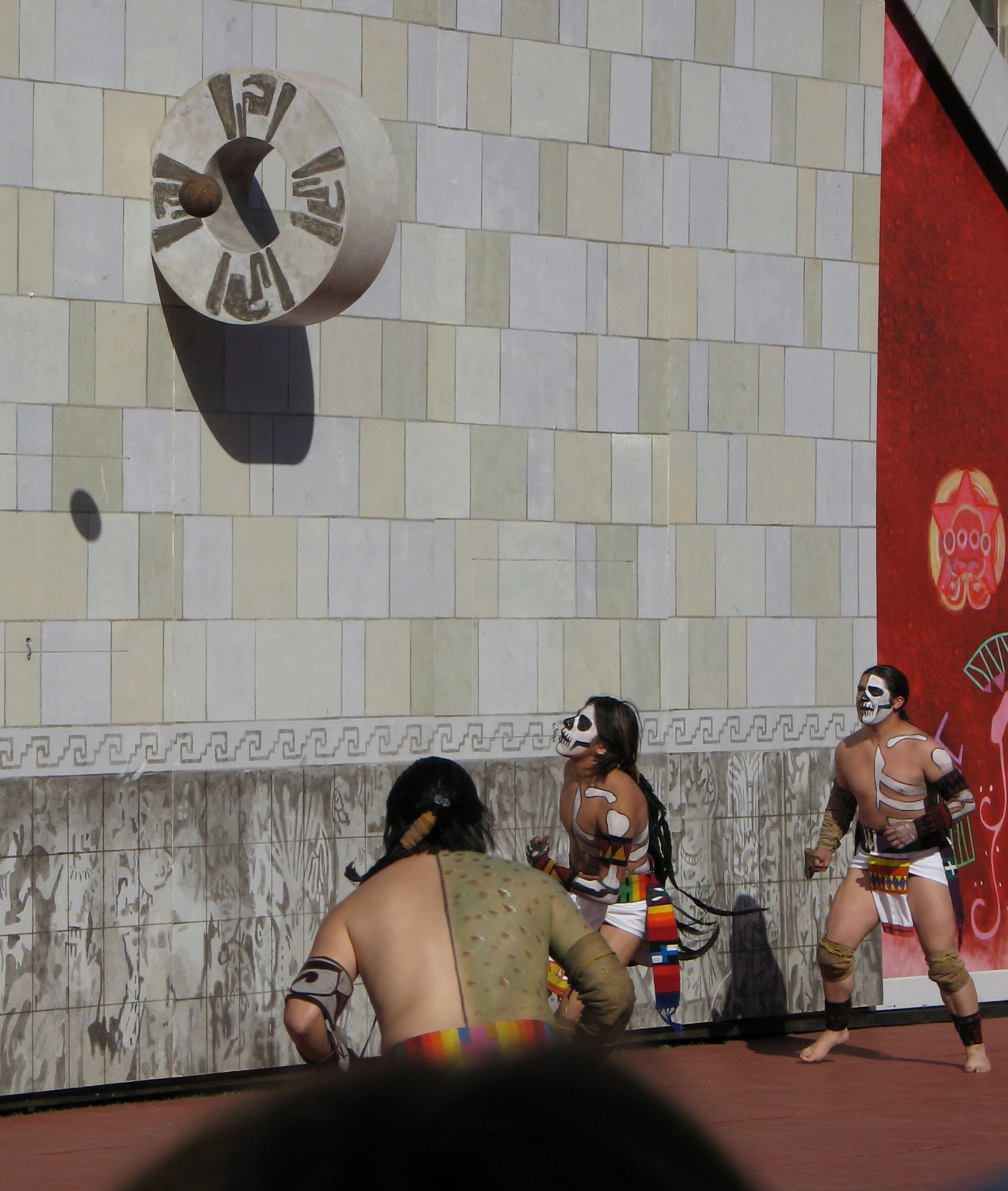
Reconstitution de jeu de balle en tenue rituelle.

Le jeu de balle est un sport rituel qui a été pratiqué pendant plus de 3 000 ans par les peuples précolombiens de la Mésoamérique, également connu sous les noms de jeu de pelote (à tort, puisqu'il s'agit d'un hispanisme) et d'ulama (nom dérivé du nahuatl), appelé « pitz » en maya classique, « pok'ol pok » en maya yucatèque, « tlachtli » ou « ullamaliztli » en nahuatl, ou encore « taladzi » en zapotèque.
Apparu durant le IIe millénaire av. J.-C., le jeu de balle connait son apogée chez les Mayas et en Mésoamérique en général, de 600 à 900. Il se pratiquait avec une petite balle de latex de sapotillier (matière aux caractéristiques proches de celles du caoutchouc) entre deux équipes (de 1 à 12 joueurs) sur un terrain généralement en forme de H, également nommé tlachco par les Aztèques. L'un des plus vastes de ces courts est aujourd'hui celui de Chichén Itzá : soixante-dix mètres par cent soixante huit. L'iconographie et quelques récits présentent des joueurs se renvoyant la balle à coup de hanches ou de cuisses, s'interdisant de la toucher avec les mains et les pieds. Des peintures murales de Teotihuacan montrent des joueurs munis de bâtons, mais il s'agit peut-être d'un autre jeu (d'après certaines théories[Lesquelles ?], l'ancêtre du cricket ou du baseball). Il existe peu de descriptions historiques précises des règles de ce jeu qui faisait partie d'un rituel et qui était parfois accompagné de sacrifices. Le jeu fut ensuite repris par les Aztèques. C'est cette version que découvrirent les conquistadors espagnols. 
Des survivances simplifiées de ce sport sont encore pratiquées de nos jours dans le nord-ouest du Mexique ; la parenté avec d'autres variantes, en particulier celles de la pelota mixteca (es) pratiquées dans les États du Guerrero et de Oaxaca, peut-être dérivées d'une autre forme de jeu de balle à la main originaire de Dainzú, reste débattue.

## Sources
Les sources dont nous disposons sont de plusieurs ordres : archéologiques, iconographiques, ethnohistoriques et ethnologiques.
Les principales sources archéologiques  sont les terrains de jeu de balle exhumés. La plupart des sites archéologiques mésoaméricains en ont livré un ou plusieurs. Les chiffres sont en constante augmentation : en 1932, Frans Blom en citait 32 pour l'ensemble de la Mésoamérique. Éric Taladoire en recensait 604 en 1981, puis 1455 en 1995 et enfin 2572 en 2016. La présence de vestiges de sculptures associées à l’architecture, tels que des anneaux de pierre, par exemple à Texcoco, témoigne de l'existence de terrains disparus. L'étude et la publication de ces structures laissent cependant souvent à désirer. Seulement 355 terrains ont été exhumés au moins partiellement sur les 2572 recensés.

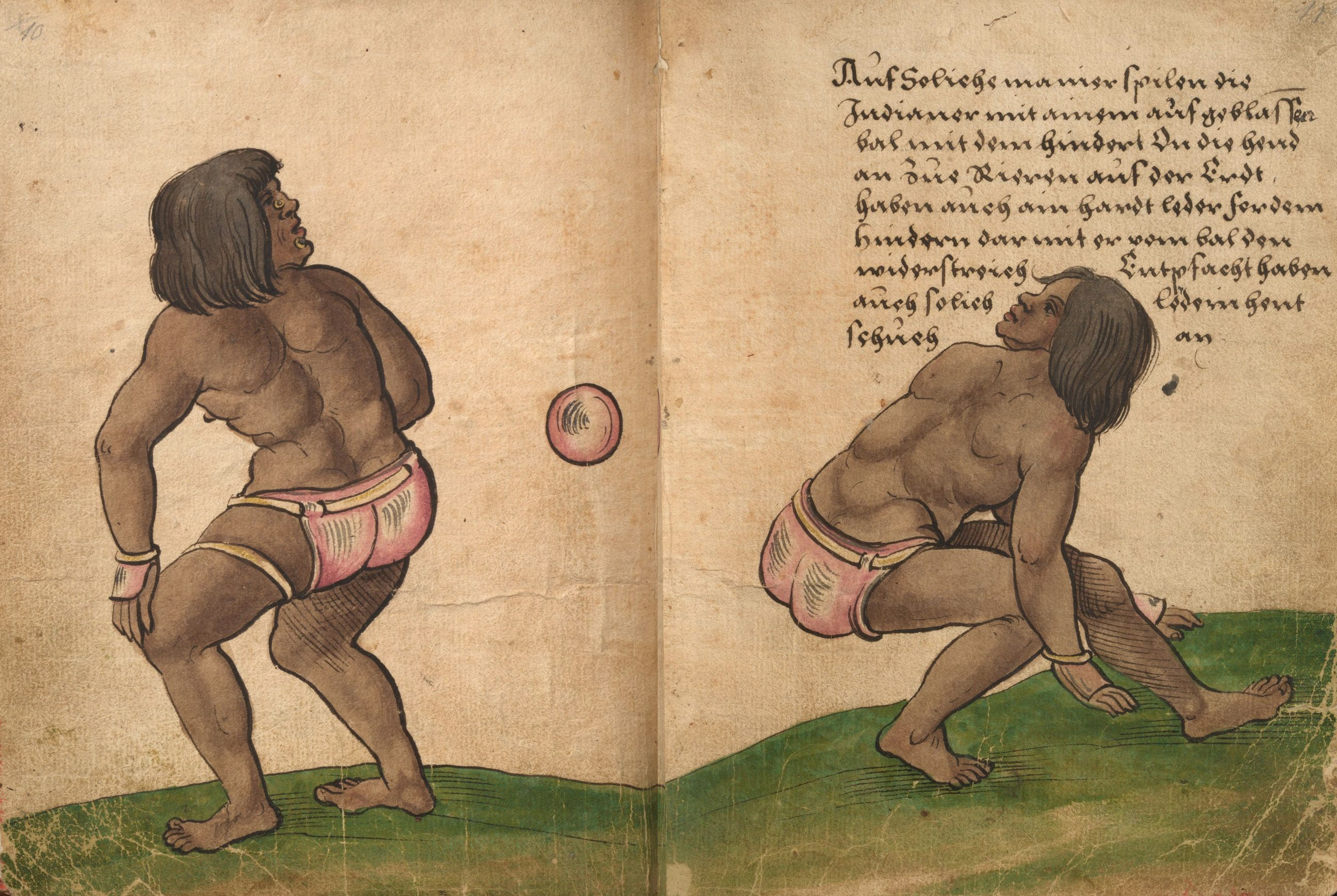
Joueurs de lullamaliztli aztèque jouant devant Charles Quint en Espagne, dessin réalisé par Christoph Weiditz en 1528.

Les sources ethnohistoriques sont particulièrement importantes pour la compréhension du déroulement du jeu. Le jeu de balle a fait l'objet de descriptions de la part de chroniqueurs espagnols et autochtones. Parmi les plus connues figurent celles de Bernardino de Sahagún. Christopher Weiditz mérite une mention à part : il a vu le jeu pratiqué en Espagne sans terrain et le texte est accompagné d'un dessin réaliste. Il est à remarquer que la plupart des textes décrivent le jeu tel qu'il était pratiqué au Mexique central, notamment par les Aztèques. Les textes sont muets sur le jeu chez les Mayas, à l'exception de quelques lignes que nous a laissées Diego de Landa. Nous disposons par contre d'une source autochtone : le Popol Vuh, un manuscrit maya quiché datant de l'époque coloniale. Si on le cite souvent pour expliquer la symbolique du jeu, il ne donne malheureusement que peu de renseignements sur son déroulement.
Les sources iconographiques sont extrêmement variées. Les codex autochtones constituent une source non négligeable d'informations. Éric Taladoire a répertorié 157 représentations de terrains de jeu de balle dans 58 manuscrits. Aucun d'entre eux n'est maya, sauf le Codex de Dresde, où un terrain est représenté en coupe. Tous sont représentés de la même manière : en plan et en forme de I majuscule.

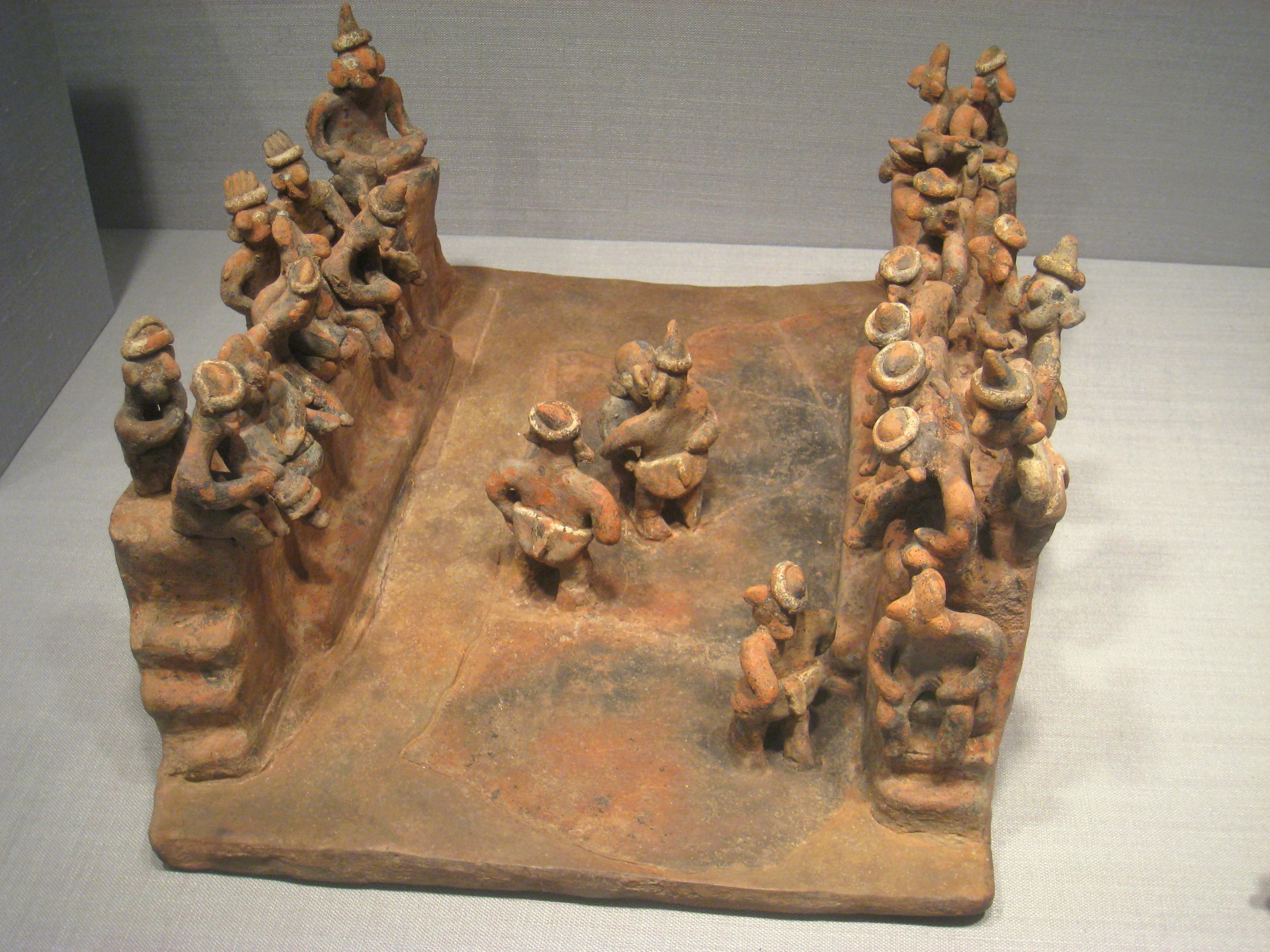
Maquette de terrain provenant du Nayarit.

Outre les codex, on dispose d'une grande variété d'objets reliés aux terrains par l'iconographie. On peut citer des objets aussi variés que des maquettes de terrain en céramique du Nayarit  représentant des joueurs en train de s'affronter,  un graffiti de Tikal ou encore la fresque du Tlalocan à Teotihuacan. Ces objets représentent les terrains en plan ou en profil. Des sculptures sous forme de panneaux ou de disques de pierre représentent des joueurs qui ne sont pas en action (Chichén Itzá, Tonina, El Tajín ...) ou en action (Copán, Yaxchilan, Chinkultic) . Un certain nombre de vases, provenant majoritairement de la zone maya, représente également  des terrains et des joueurs. Des figurines isolées, notamment de l'île de Jaina, viennent s'ajouter à la documentation. 

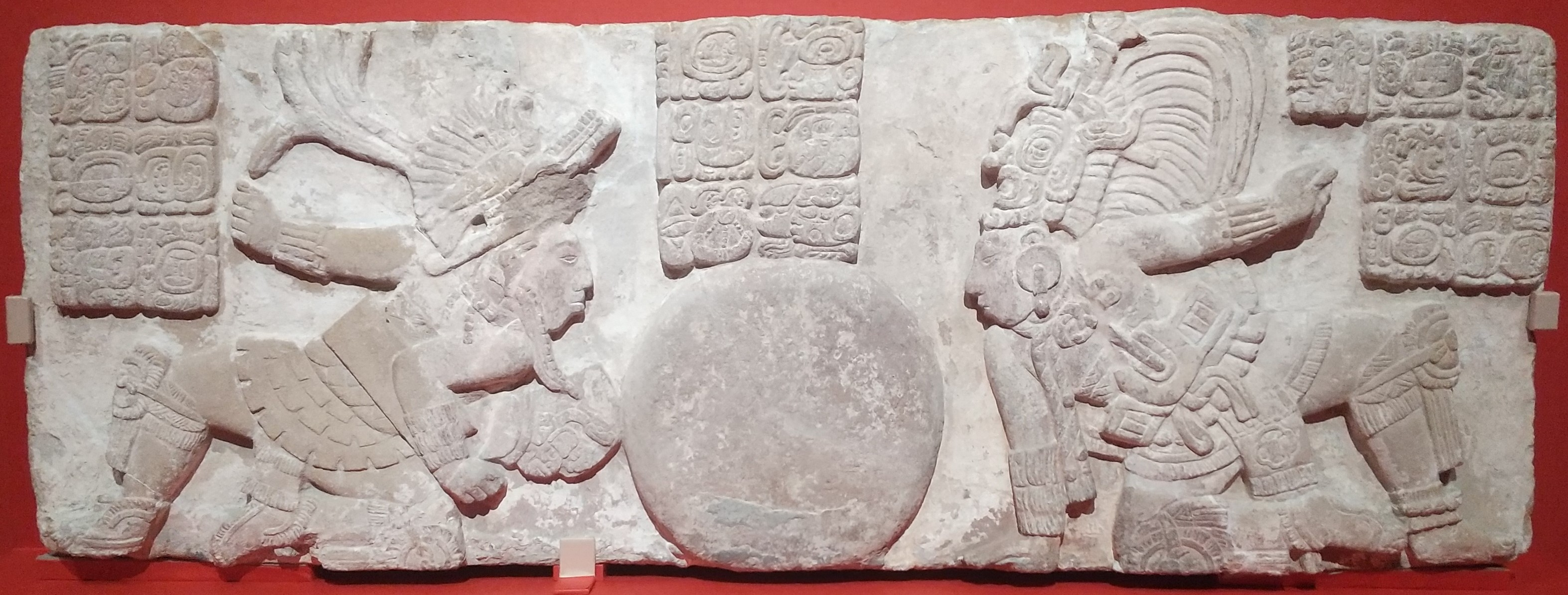
Toniná Monument 171, 727 ap. J.-C. (seigneur de Calakmul à gauche, seigneur de Toniná à droite).

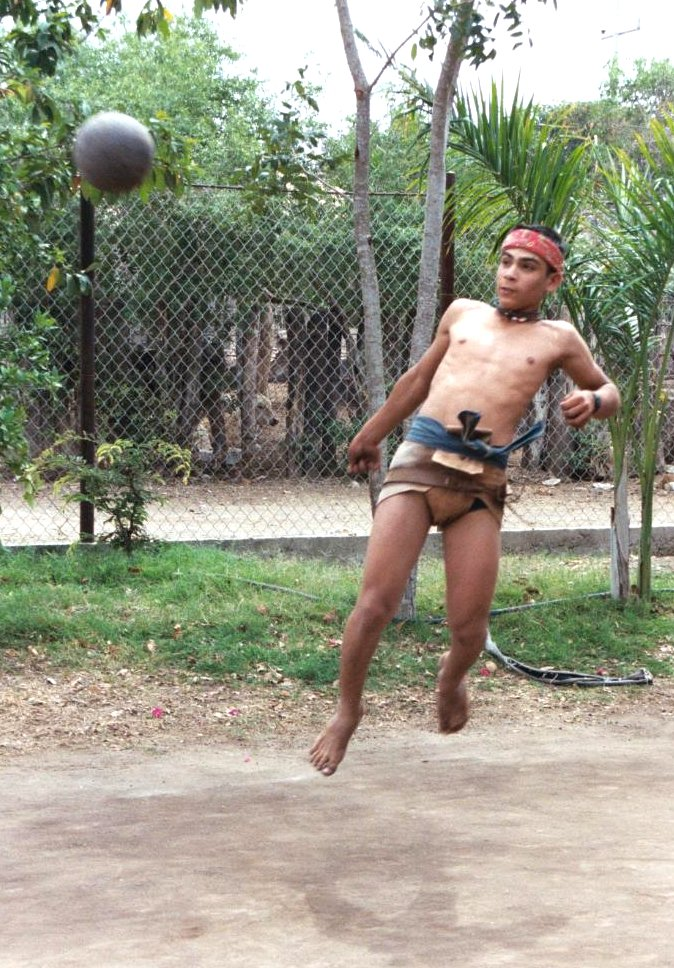
Jeu pratiqué à l'époque moderne au Sinaloa.

Plusieurs ethnologues se sont intéressés à des formes du jeu de balle pratiquées au Mexique à l'époque moderne et ont étudié leurs rapports avec les variantes mésoaméricaines. Ces jeux, en voie de disparition au cours de la seconde moitié du XXe siècle, sont pratiqués dans des régions périphériques de l'aire mésoaméricaine, principalement le nord-ouest, dans les États mexicains actuels du Nayarit et du Sinaloa. Les plus connus sont l'«ulama de cadera», joué avec les hanches, et l'«ulama de brazo», joué avec l'avant-bras. C'est l'ulama de cadera qui semble présenter le plus de similitudes avec le tlachtli précolombien.

## Repères géographiques et chronologiques

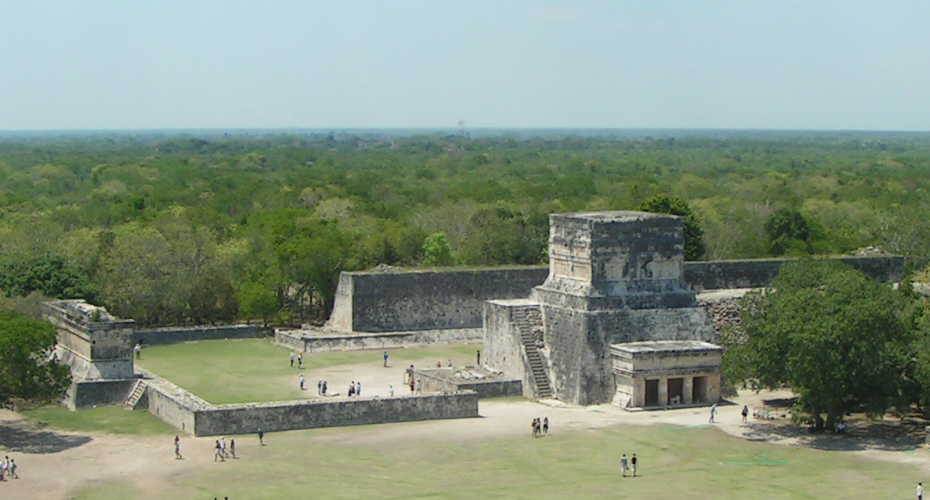
Une des extrémités du jeu de balle de Chichén Itzá, dans le Yucatán (le plus grand).

C'est principalement dans l'aire de la civilisation maya que l'on trouve des terrains de jeu de balle : autrement dit, du sud-est du Mexique (principalement au Yucatán, mais également dans les États de Quintana Roo, Campeche, Tabasco et du Chiapas) au Honduras, en passant par le Belize, le Guatemala et le Salvador. On en trouve jusque dans l'Occident mésoaméricain, notamment à Tingambato au Michoacán et au Jalisco dans les sites de la tradition Teuchitlan. Le jeu de balle était aussi pratiqué par les Hohokams, en Arizona, où plus de 200 terrains ont été répertoriés. Les sites comptant le plus grand nombre de terrains se trouvent au Veracruz (Mexique): Cantona en compte vingt-quatre et El Tajín dix-sept.
La première trace de jeu de balle provient de figurines trouvées dans une tombe de El Opeño (Michoacán,Mexique), datant du Préclassique ancien (1500 av. J.-C.). Aucun vestige de terrain n'a cependant été découverte dans cette région avant 600 av. J.-C. Le plus vieux terrain connu appartient au site de Paso de la Amada (Chiapas, Mexique) et date d'environ 1500 ans avant notre ère. Le plus grand est celui de Chichén Itzá (Yucatán, Mexique) avec 146 mètres de longueur sur 36 de large. La construction des terrains et la pratique du jeu de balle ont été stoppées par la conquête espagnole au XVIe siècle.

## Règles du jeu de balle

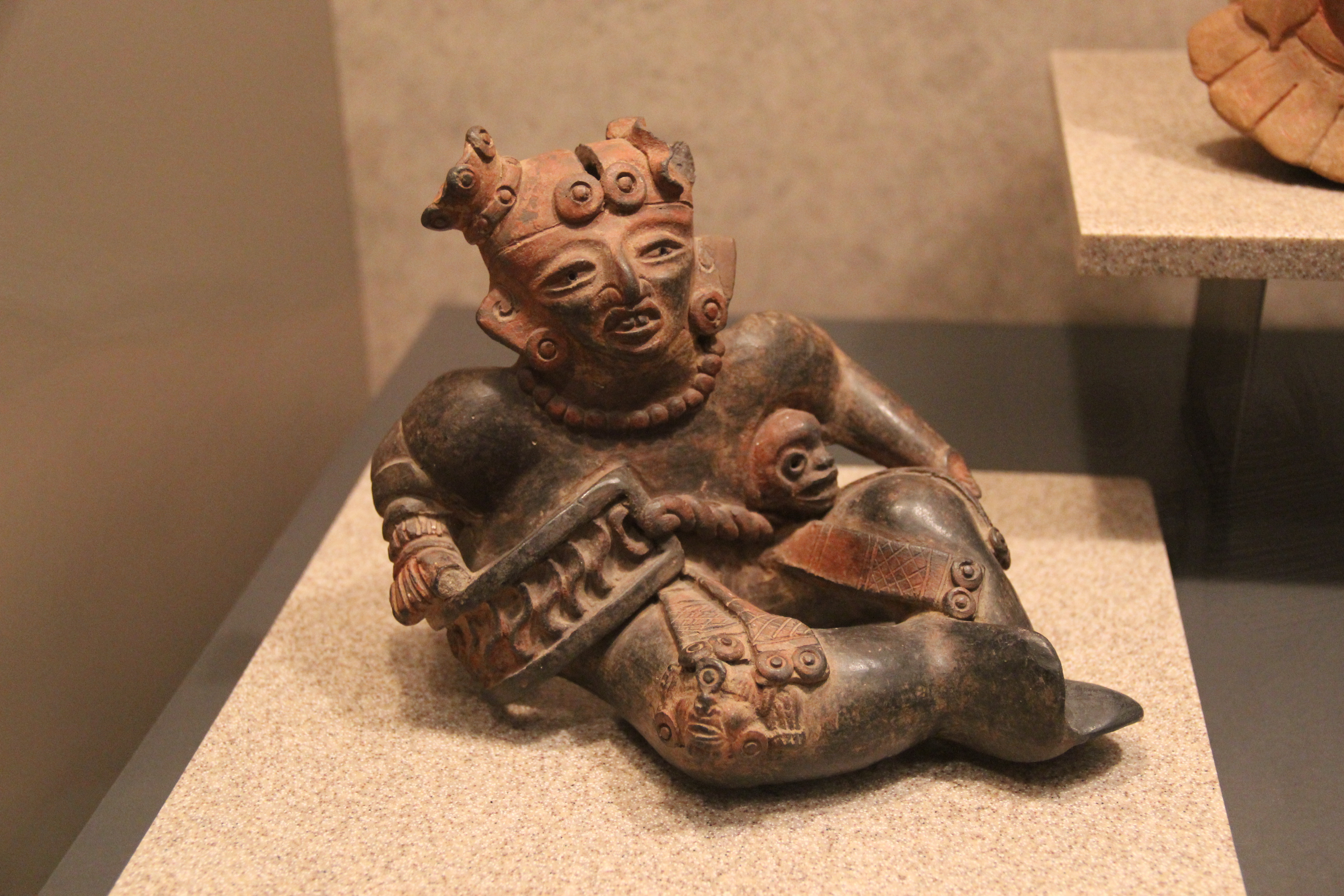
Joueur de balle zapotèque (Monte Alban III, collection du MNA).

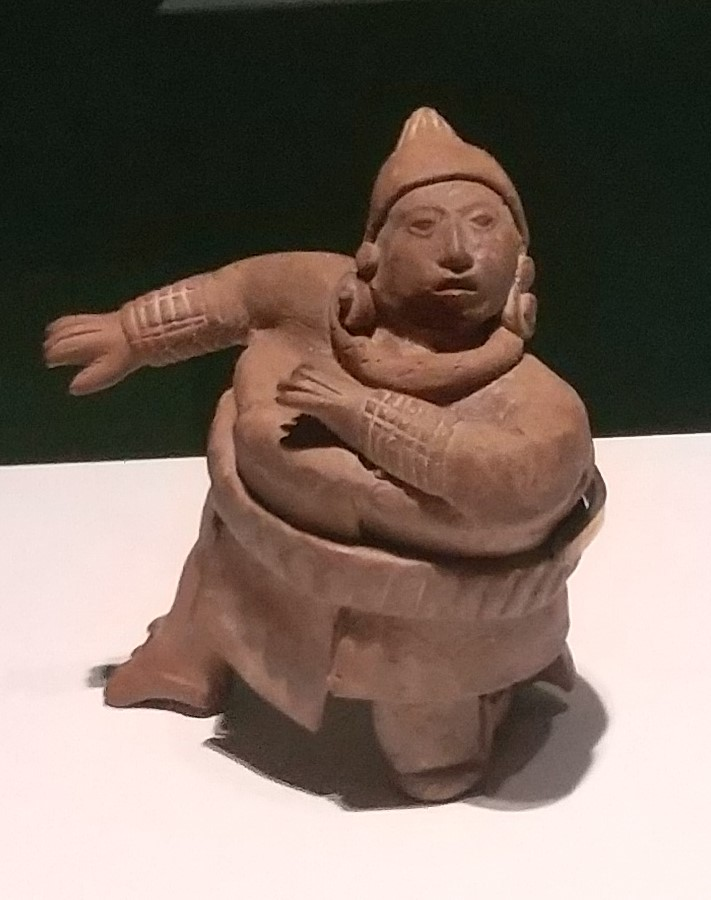
Joueur de balle Maya, 600-950.

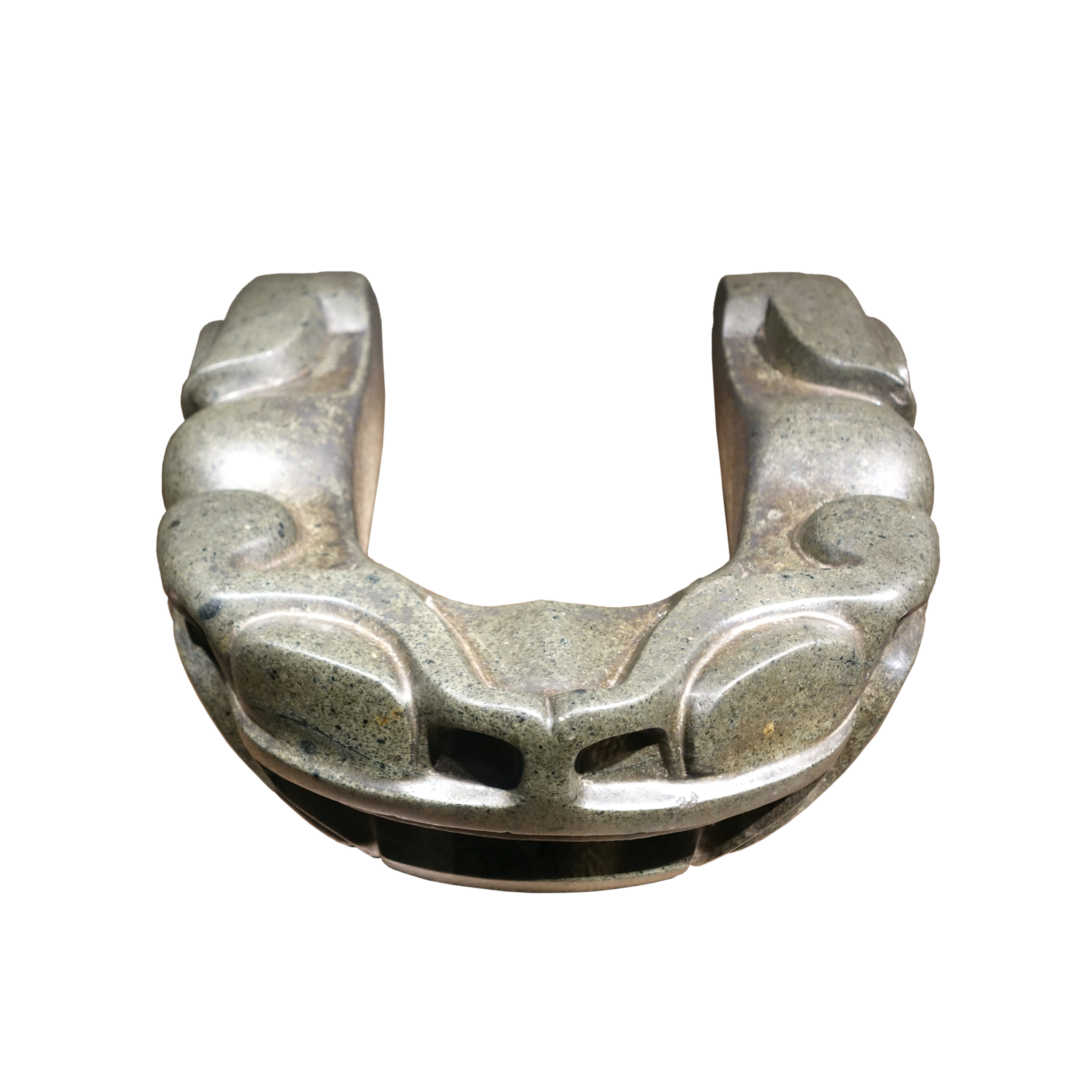
Sculpture de l'époque classique représentant un joug mésoaméricain cérémoniel, symbolisant les jougs utilisés pour le jeu de balle (originaire de Puebla, collection du musée du quai Branly).

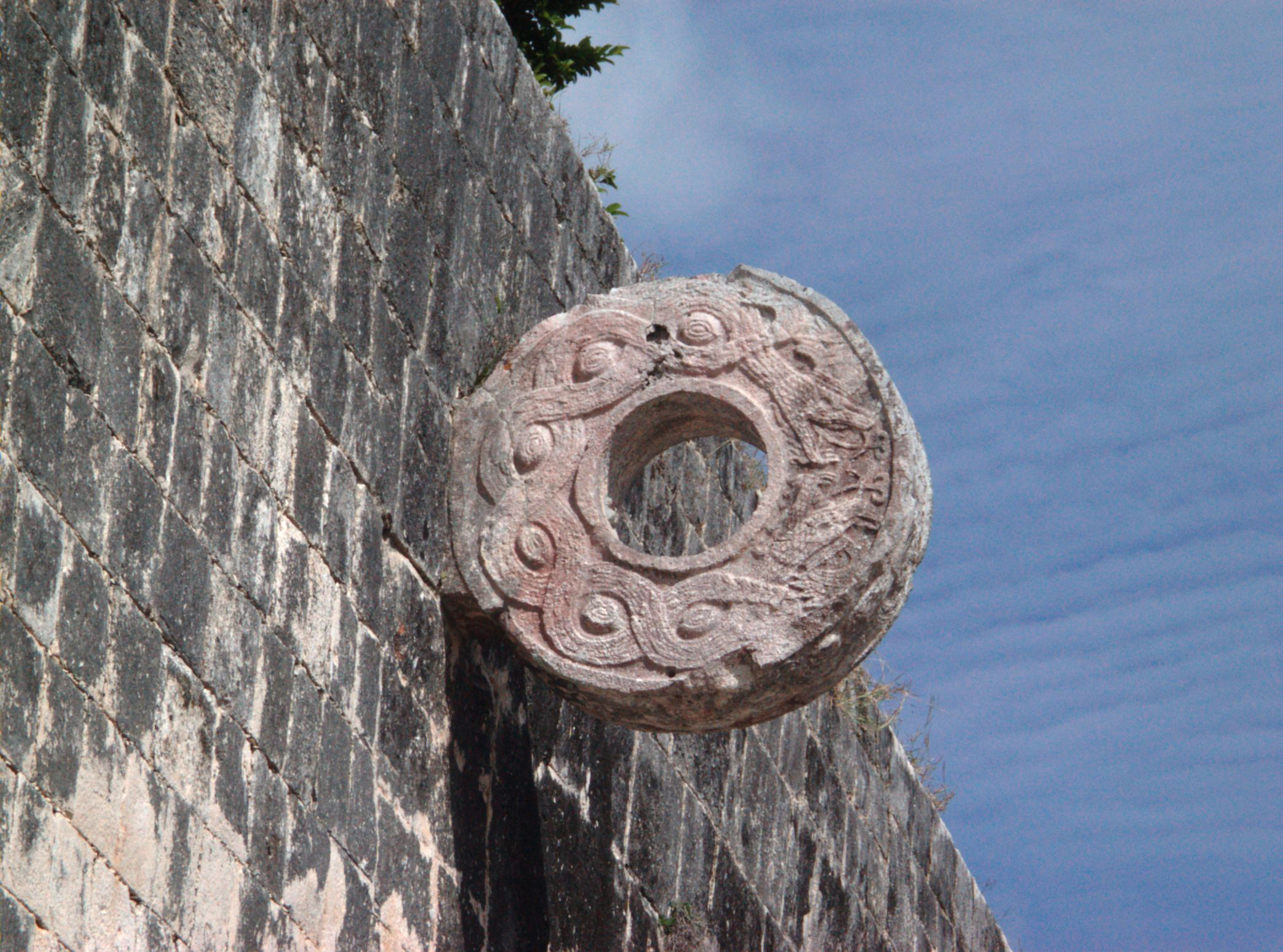
Anneau du terrain de Chichén Itzá.

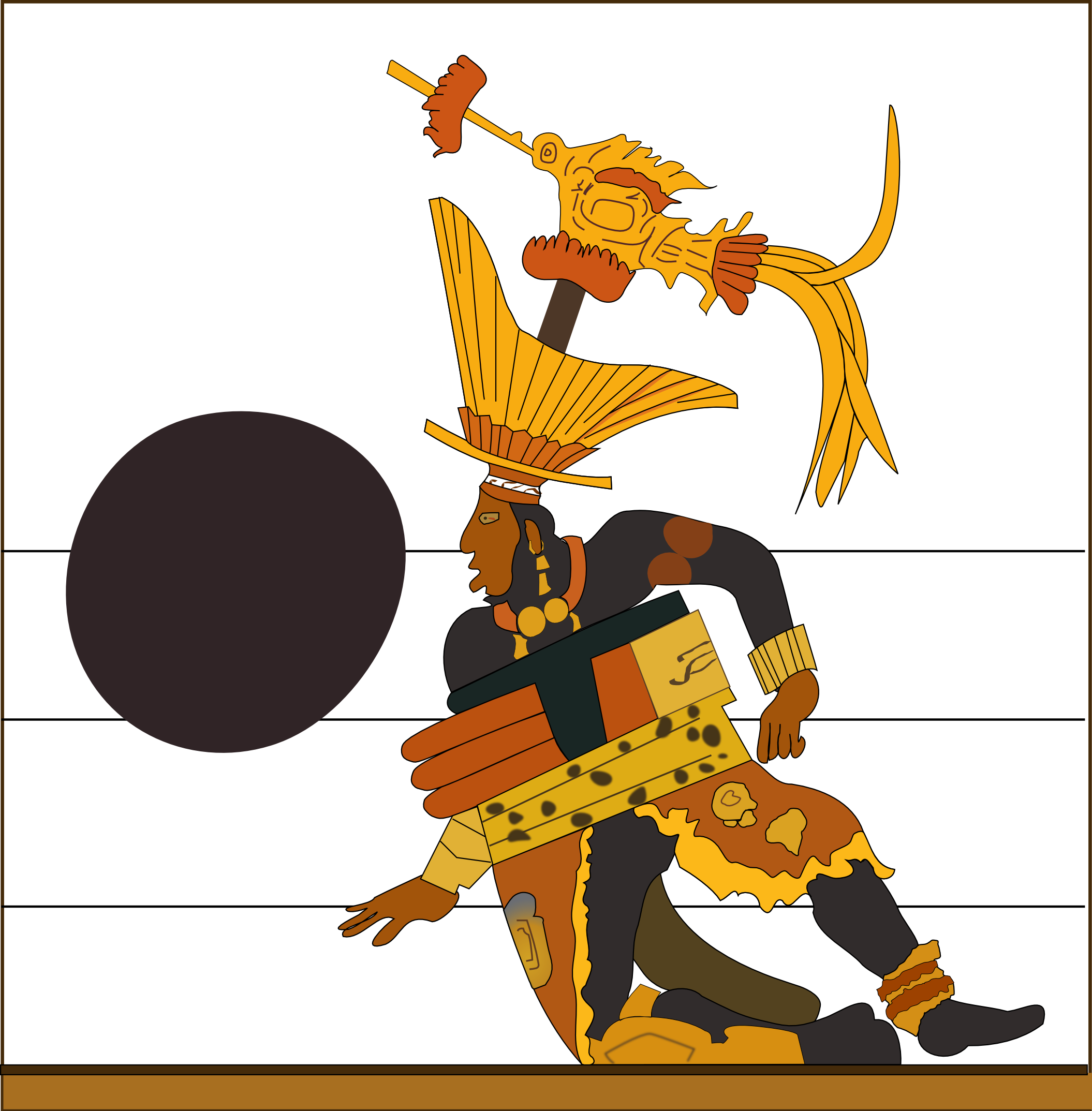
Dessin basé sur une peinture d'un vase maya des terres basses exposé au Musée d'Art de Dallas. Selon David Stuart, le joueur représenté est le dernier roi de Motul de San José, Sak Ch’een, dans une partie l'opposant au roi d'El Pajaral.

Bien qu'il n'y ait pas eu qu'une seule façon de pratiquer le jeu de balle dans les différentes aires et périodes culturelles de la Mésoamérique, on retrouve cependant un certain nombre de règles communes.
Premièrement, il opposait deux équipes, composées d'un nombre de joueurs difficile à préciser, tant il varie selon les sources (de deux à sept, ou plus). L'iconographie - notamment les codex -, n'est pas d'une plus grande aide : lorsque seuls deux joueurs sont représentés - le cas le plus fréquent -, il est difficile de savoir s'il s'agit d'une partie opposant deux individus, ou s'ils symbolisent deux équipes comportant un plus grand nombre de joueurs. Ils se faisaient face de part et d’autre d’une ligne transversale centrale, sur un terrain délimité latéralement par des murs de quelques mètres de hauteur et en général inclinés. Les terrains de l'époque classique sont en général délimités dans le sens de la longueur par une terrasse ou un mur, donnant ainsi au terrain la forme d'un I majuscule ou d'un double T majuscule aux barres transversales opposées.
Les joueurs devaient se renvoyer une balle de taille variable fabriquée en latex de sapotillier, matière sacrée chez les Mayas (et non en caoutchouc puisque l'hévéa n'a été introduit au Mexique qu'au XIXe siècle[réf. souhaitée]). Ils pouvaient utiliser pour cela les genoux, les coudes, les hanches ou les fesses, en évitant de la toucher avec les mains ou les pieds. Étant donné que la balle (appelée « olli » « ulli », « olin », « ulle », « hule » - « ollin » signifie « mouvement » en nahuatl - et « kik » en maya - liquide séminal) était pleine, elle pesait jusqu'à plus de 3 kg d’où le danger d’utiliser les mains et les pieds. Les joueurs portaient aussi des protections pour atténuer la violence des coups et surtout pour se protéger lorsqu’ils se jetaient au sol pour rattraper une balle : coudières, genouillères, joug (ceinture de cuir). Comme au volley-ball, le but était de renvoyer la balle dans le camp adverse sans qu'elle ne touche le sol.
Selon les auteurs du XVIe siècle qui décrivent le jeu tel qu'il était pratiqué au Mexique central, le décompte des points était très complexe : l'équipe qui commettait une faute (c'est-à-dire en ne rattrapant pas la balle, en ne la renvoyant pas dans le camp adverse ou en utilisant une partie du corps interdite) perdait un point et l'équipe adverse en gagnait un. La partie s'achevait lorsque le nombre de points déterminé à l'avance était atteint. Dans le cas des terrains dont les murs latéraux étaient équipés d'anneaux (« tlachtemalacatl » en nahuatl), la partie pouvait également s'arrêter lorsqu'un joueur réalisait l'exploit (extrêmement rare) de faire passer la balle dans l'anneau du camp adverse.
Lorsqu’il ne s’agissait pas d’un simple entraînement, les prêtres ainsi que les rois et les personnalités importantes observaient le jeu du haut des bâtiments situés autour du terrain.

## Valeur rituelle
Les racines du jeu de balle sont si étroitement imbriquées dans la cosmogonie qu’on le retrouve pratiqué par toutes les sociétés mésoaméricaines sans que l’on puisse encore identifier avec certitude ses origines. Si l’on attribue fréquemment son invention aux Olmèques, sans preuves, le plus ancien terrain connu a été découvert dans le territoire occupé par leurs voisins, les Mixes-Zoques, à Paso de la Amada. Il est toutefois impossible, en l’absence d’indices suffisants, de connaître sa valeur rituelle et symbolique. On peut simplement affirmer qu’il constitue dans cette communauté une preuve de l’existence de dirigeants qui affirment leur pouvoir par la construction d’édifices publics. Il en va de même pour les rares exemples connus des siècles suivants (El Ujuxte, Takalik Abaj, sur la côte Pacifique du Guatemala).
Il faut attendre la fin du Préclassique (300 av. J.-C.-250 apr. J.-C.), pour enregistrer la présence d’autres terrains, cette fois dans presque toutes les régions de Mésoamérique, l’Occident du Mexique y compris. Les terrains sont devenus des éléments constitutifs des centres cérémoniels. À cette époque, pourtant, le jeu n’a pas perdu sa fonction de symbole de la communauté : c’est un lieu d’affrontement ou de résolution des conflits, un marqueur territorial mais aussi un endroit où les habitants se retrouvent pour admirer un spectacle, lors de fêtes. L’existence de nombreux terrains dans des villages préclassiques (300 av. J.-C.-250 apr. J.-C.) au Yucatán en est un bon indice. Il est étayé par l’existence de terrains isolés souvent localisés dans des régions frontalières entre des communautés voisines, mais aussi par la découverte à proximité de nombreux terrains, en zone maya, à Oaxaca ou au Honduras, de vestiges de banquets, sous la forme de récipients culinaires et de déchets alimentaires parfois. 
Sur la base des données disponibles, la majorité des chercheurs considère que le jeu est avant tout un rituel de fertilité agricole, destiné à assurer la croissance de la végétation et des plantes nourricières, le maïs en particulier,. La majorité des terrains connus sont localisés dans le centre cérémoniel des cités, à proximité des temples et des palais des dirigeants, ce qui confirme leur caractère rituel. Dans sa course diurne, le Soleil émerge le matin de l’Inframonde pour y retourner le soir, sous la forme du soleil nocturne. De même, le maïs meurt enterré avant de renaître et de donner la vie, les récoltes. Les terrains sont fréquemment interprétés comme l’entrée de l’Inframonde : leur forme, comme leur localisation en contrebas des pyramides, évoque une fissure dans la terre, une ouverture vers le monde inférieur, le monde de la nuit. Le terrain joue ainsi le rôle de lieu de transition, de passage. Certains chercheurs soulignent que, dans le récit du Popol Vuh, les Héros jumeaux descendent justement dans l’Inframonde pour affronter les dieux nocturnes de la mort, en jouant à la balle. Leur triomphe permet la renaissance du soleil et de la lune. Ce récit a été mis en relation avec le terrain de Copán, où le dirigeant est représenté triomphant au jeu : il assure ainsi la victoire de son peuple sur les forces nocturnes souterraines, la renaissance végétale et la fertilité. 
De nombreux documents pictographiques (Codices) représentent le terrain associé au symbole de l’eau, de la pluie. Lorsque le dieu aztèque de la guerre, Huitzilopochtli, s’installe à Tula, il construit un terrain et de son centre, il  fait jaillir l’eau bénéfique. Plus encore que l’eau, le sang des sacrifiés fertilise la terre. Le lien entre le jeu et le sacrifice est largement documenté dans de nombreuses sculptures, dont les célèbres panneaux du principal terrain de jeu de Chichen Itza. Il s’agit alors de décapitation, un rituel qui provoque des flots de sang, symbole d’abondance et de fertilité végétale. Ce n’est pas un hasard si les râteliers de crânes, les tzompantli, se trouvent sur plusieurs sites à proximité du terrain, à Tenochtitlan en particulier,. Cette association spatiale et les nombreuses scènes de décapitation ont donné naissance, sans la moindre preuve, à la légende selon laquelle le gagnant (ou le perdant) serait sacrifié à l’issue du jeu. Une affirmation gratuite que viennent contredire de nombreux récits comme celui de la partie qui voit s’affronter Nezahualpilli, roi de Texcoco, et Motecuzoma II, l’Empereur aztèque, en 1519. Le match se termine par la victoire sans conteste du roi de Texcoco, sans sacrifice, évidemment. 
Etayé de multiples preuves, il existe donc un consensus sur le rôle du jeu dans les rites de fertilité,. Encore faut-il définir ce que l’on entend par fertilité. Pratiqué par toutes les civilisations mésoaméricaines, durant au moins 3000 ans, dans des milieux aussi variés que la forêt tropicale, le Haut Plateau central mexicain ou les déserts arides du nord du Mexique et de l’Arizona, le jeu de balle a inévitablement évolué, tout comme sa valeur rituelle et symbolique. Le rôle des dirigeants mayas dans la renaissance végétale a déjà été évoqué. Mais la partie que disputent l’empereur aztèque et le roi de Xochimilco, Xihuiltémoc, vise surtout à l’annexion par les Mexicas des riches jardins flottants pour ravitailler Tenochtitlan. Mauvais perdant, Axayácatl fait assassiner son rival victorieux et s’empare de ses terres. Nous sommes toujours confrontés à des préoccupations agraires, mais, dans ce cas précis, le jeu est un véritable substitut de la guerre.
L’agriculture et la guerre sont les deux principaux piliers de l’économie préhispanique. La guerre n’est pas une guerre de conquête, mais la recherche de tributs et de victimes pour le sacrifice. Cette définition vaut pour les dirigeants mayas comme mexicas. Il n’est donc pas surprenant que, dans une notion très large de fertilité, de richesse, le jeu soit aussi associé à la guerre. Un terrain est d’abord un éventuel lieu de résolution de conflits. L’existence de terrains multiples dans des cités cosmopolites comme Chichén Itza, Tula, Tenochtitlan, ou dans d’autres organisées autour de lignages nobles rivaux, comme de nombreuses cités des hautes terres du Guatemala, reflète bien cet aspect. Le terrain principal de Tenam Rosario, au Chiapas, comporte des représentations de guerriers en armes. À Oaxaca, de nombreux terrains sont localisés dans ce que l’on interprète comme des sites de garnison. Il a même été proposé que les plus importantes parties de jeu de balle se seraient produites au début et à la fin de la saison des pluies : au début, car c’est le moment de planter, de se consacrer à l’agriculture ; à la fin, car en fonction des récoltes, les guerriers doivent se mettre en quête des ressources indispensables ou inversement s’emparer des richesses des ennemis. Cela reste difficile à démontrer, mais confirme le lien étroit qui unit le jeu, la fertilité agricole et la guerre. Cela explique aussi pourquoi, en dépit du temps écoulé et de la diversité géographique, le jeu de balle a conservé son importance et sa signification profonde.

### Mythe originel dans le Popol-Vuh
Le Popol-Vuh, texte sacré des Mayas Quiché, conte le mythe suivant :
Les deux jumeaux Hun Hunahpú et Vucub Hunahpú, conviés à jouer à la balle avec Hun Came et Vucub Came, les seigneurs de l’inframonde (appelé « Xibalba » par les Mayas K’iche’), y perdent la vie à la suite de nombreuses épreuves. Par la suite, la tête de Hun Hunahpú, suspendue à un calebassier, profitera de la désobéissance de Xquic, fille d’un des seigneurs ayant bravé l’interdiction de s’approcher de l’arbre, pour lui cracher dans la main. Xquic tombe alors enceinte et se réfugie sur terre pour échapper aux représailles de ses semblables. Elle y donnera naissance aux jumeaux Hunahpú et Xbalanqué. 
Ces derniers, ayant récupéré l’équipement de leur père et de leur oncle, se mettent à jouer à la balle. Les seigneurs de Xibalbá les font alors, eux aussi, descendre dans le Monde Inférieur, mais les jumeaux arrivent à déjouer les pièges tendus par leurs adversaires, jusqu'à ce que Hunahpú se fasse décapiter par une chauve-souris. Les seigneurs décident d'utiliser sa tête comme balle mais Xbalanqué arrive, par ruse, à la remplacer par un lapin et à ressusciter son frère. Les jumeaux sont finalement vainqueurs et tuent les seigneurs des ténèbres. Ils ressusciteront également leur père et leur oncle, et monteront au ciel pour devenir l’un le Soleil et l’autre la Lune.